# Куренька

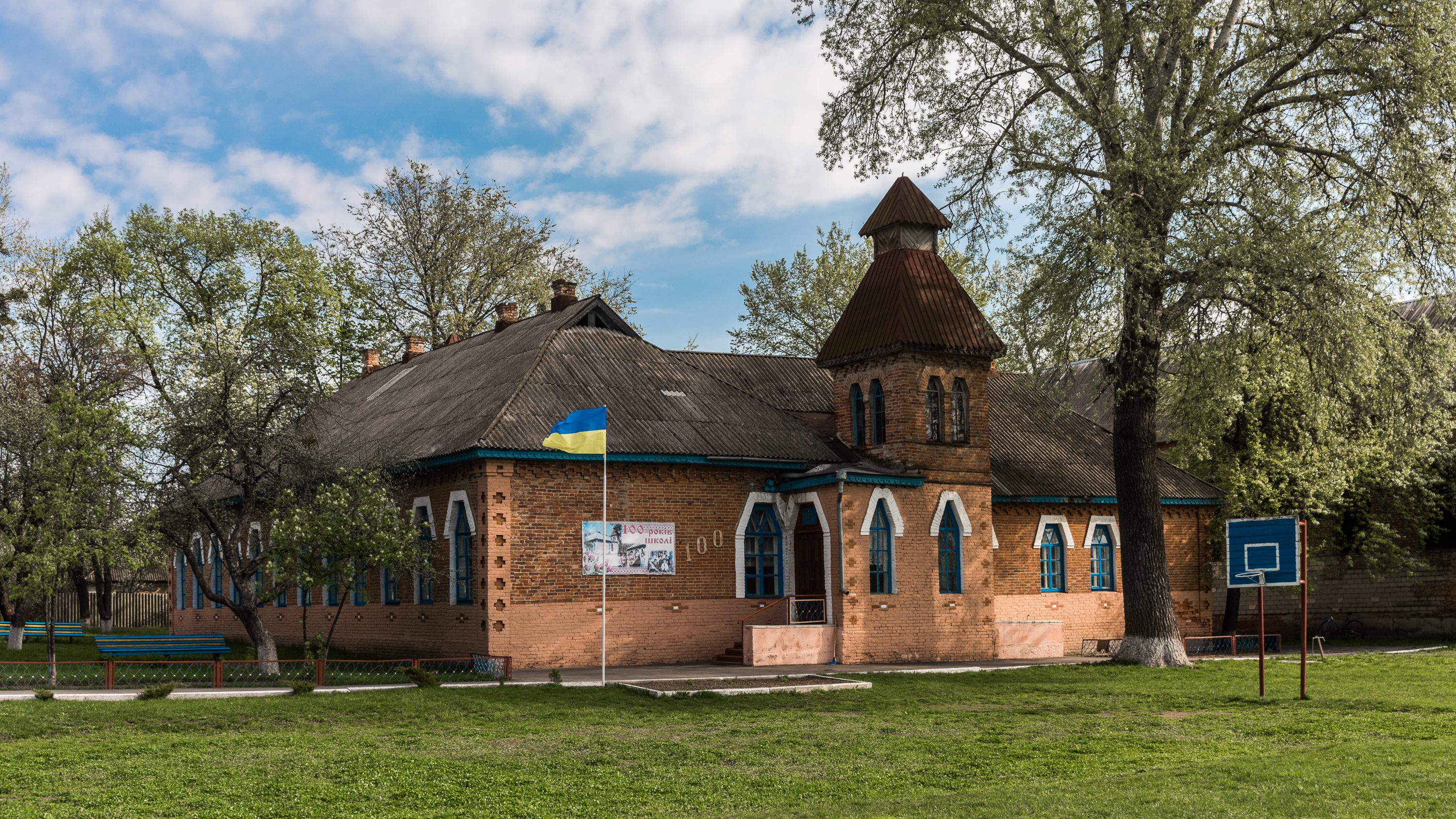
Здание школы 1912 года постройки

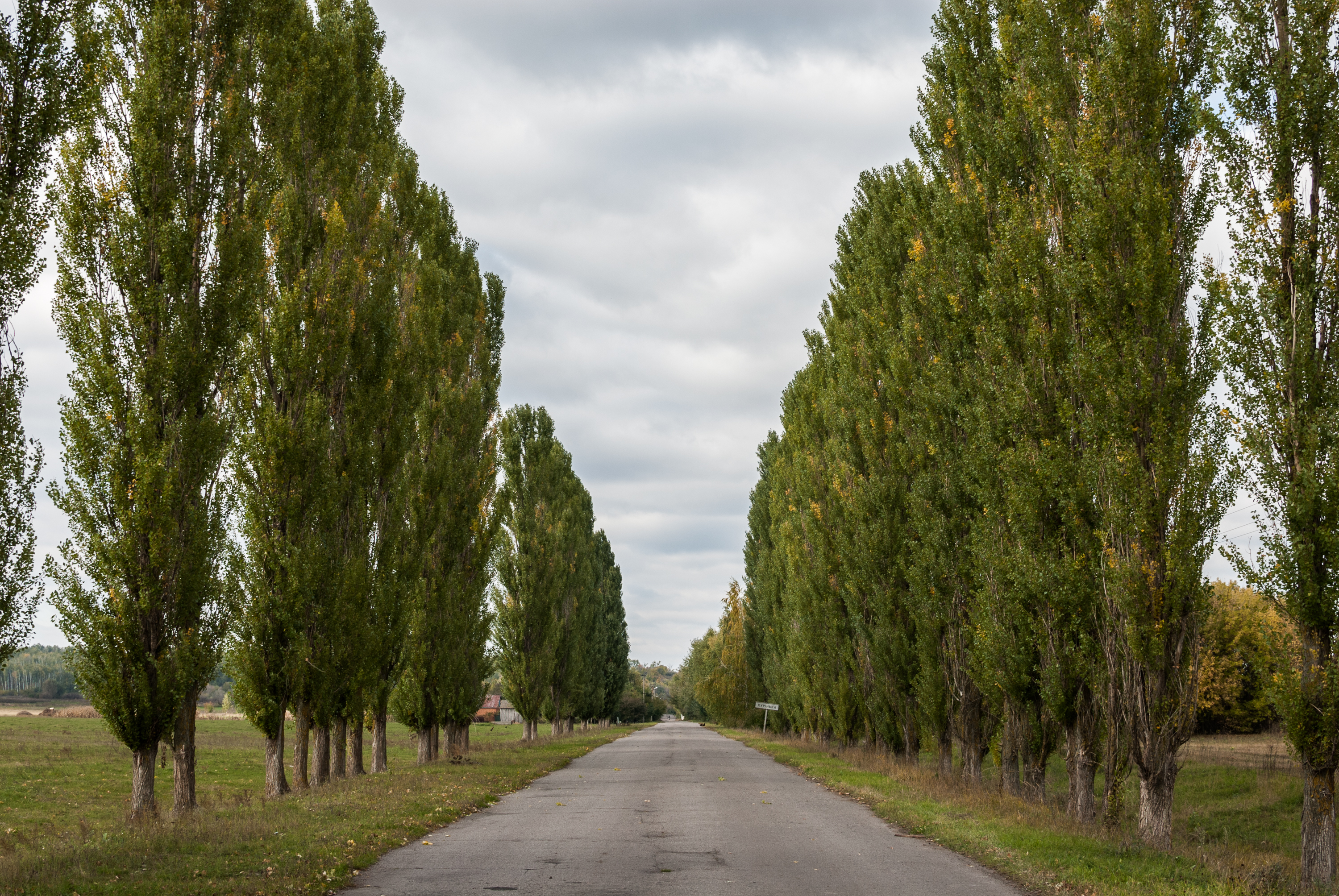
Дорога Нетратовка — Куренька

Куренька (укр. Курінька) — село, Куреньковский сельский совет, Чернухинский район, Полтавская область, Украина.
Код КОАТУУ — 5325182101. Население по переписи 2001 года составляло 342 человека.
Является административным центром Куреньковского сельского совета, в который, кроме того, входят сёла
Нетратовка и
Скибинцы.

## Географическое положение
Село Куренька находится на левом берегу реки Удай, на расстоянии 33 км от районного центра, 18 км от железнодорожной станции Пирятин и 5 км от автотрассы Пирятин-Шостка.
Выше по течению на расстоянии в 1 км расположено село Нетратовка.
Небольшая часть села (Червонобережье) расположена на правом берегу реки Удай в небольшом лесном массиве (сосна, дуб).
Река в этом месте извилистая, образует лиманы, старицы и заболоченные озёра.

## История
- С началом национально-освободительной борьбы (Хмельниччина) возникает Куреньская сотня, которая с перерывами существовала свыше 130 лет. С середины XVII века Куренька имела высокий статус сотенного местечка, таких населенных пунктов в районе было всего четыре (Чернухи, Вороньки и Городище). В ряду выдающихся людей села сотники Куреньской казацкой сотни, без сомнения, занимают важное место: Тимош (1649 год), Иван Страховський (1763 год) и др.
- В конце XVIII века Куренька була значительным населенным пунктом, заметным центром ярмарочной торговли края. По сведениям 1863 года, в Куреньке было 314 дворов с населением 1788 человек, была деревянная церковь и винокуренный завод.
- Социально-экономические трудности 90-х годов XX века и финансовый кризис начала XXI века сильно навредили развитию села. Так, если в 1984 году в Куреньке было 229 дворов (451 житель), то в 2009 году их количество составило лишь 106 дворов (188 постоянных жителей).

## Экономика
Единственное предприятие на территории сельского Совета — сельскохозяйственное ООО «Повстинагроальянс», которое обрабатывает (на арендных началах) свыше 4 тыс. га земельных угодий.

## Объекты социальной сферы
В 2011 году в Куреньке работает общеобразовательная школа І—ІІ ступеней (37 учеников). Также работают ФАП, библиотека (свыше 10 тыс. томов), отделение связи, частный магазин.

## Достопримечательности
На расстоянии 3 км от Куреньки, на правом берегу р. Удай, расположен ландшафтный заказник «Червонобережжя» (площадь составляет 805 га, учрежден в 1990 году).